# Episteme darocana
Episteme darocana là một loài bướm đêm trong họ Noctuidae.